# Mark Ferrandino
Mark Ferrandino (* 9. August 1977 in Nyack, New York) ist ein US-amerikanischer Politiker.
Ferrandino studierte Politik und Wirtschaftswissenschaften an der University of Rochester. Er wurde Mitglied der Demokratischen Partei. Von 2007 bis Januar 2015 war er als Nachfolger von Mike Cerbo Mitglied des Repräsentantenhauses von Colorado. Dort fungiert er als Minority Leader der Demokraten. 2015 trat er nicht erneut zu einer Wiederwahl in das Repräsentantenhaus von Colorado an. Sein Nachfolger im Repräsentantenhaus von Colorado wurde der demokratische Politiker Alec Garnett. Ferrandino lebt mit seinem Lebensgefährten in Denver.